# Sir Duke
Singles de Stevie Wonder
I Wish
(1976) Another Star
(1977)
Sir Duke est une chanson composée et interprétée par Stevie Wonder présente sur son double album Songs in the Key of Life sorti en 1976 chez Tamla Records,  (aujourd'hui connu sous le nom Motown).
Le single sorti en 1977 se classe numéro un aux États-Unis, et est présent dans les classements de la plupart des pays européens, notamment au Royaume-Uni où il occupe la deuxième place des charts.
La chanson est un hommage à la légende du jazz Duke Ellington, mort en 1974.

## Conception
Le morceau commence par une introduction de cuivres et de bois à l'unisson (respectivement deux trompettes, un saxophone alto et un saxophone ténor) qui annonce le style funk constituant le caractère principal du titre. Les cuivres ponctuent chaque complet, rappelant l'hommage à Duke Ellington.
Les paroles de la chanson évoquent aussi Count Basie, Glenn Miller, Satchmo (surnom de Louis Armstrong), et Ella Fitzgerald:
« [...] For there's Basie, Miller, Satchmo
And the king of all Sir Duke
And with a voice like Ella's ringing out
There's no way the band can lose [...] »
La chanson est de style R'n B mais inclus de nombreux autres mouvements musicaux : des accents pop et doo-wop, des techniques et des harmoniques issues du jazz.
Sir Duke est parfois considéré comme le plus bel hommage au jazz issu de la discographie de Stevie Wonder.

### Structure musicale
Une analyse du morceau est réalisée par Jacob Collier en 2019 sous l'intitulé Jacob Collier deconstructs a Stevie Wonder classic.
Une mise en contexte (avec isolation des pistes instrumentales) a été faite par la chroniqueuse musicale Rebecca Manzoni dans sa chronique hebdomadaire Tubes & co sur France Inter.

### Musiciens
Les musiciens ayant enregistré la version originale sont : Raymond Pounds (batterie), Nathan Watts (basse), Mike Sembello (guitare lead), Ben Bridges (guitare rythmique), Hank Redd (saxophone alto), Trevor Laurence (saxophone ténor), Raymond Maldonado  et Steve Madaio (trompette).

## Classement
Piste n°5 de la face A de son album Songs in the Key of Life sorti en 1976, le 45 tours sort aux États-Unis en 1977 chez Tamla avec la référence 54281 et sous le label Motown dans le reste du monde.
| Classement (1977)                      | Meilleure position |
| -------------------------------------- | ------------------ |
| Allemagne                              | 10                 |
| Autriche                               | 10                 |
| Belgique (Ultratop 50 VL)              | 22                 |
| Belgique (Ultratop 50 W)               | 24                 |
| Canada (Top Singles)                   | 1                  |
| États-Unis (Billboard Hot 100)         | 1                  |
| États-Unis (Billboard Hot R&B/Hip-Hop) | 1                  |
| États-Unis (Adult Contemporary)        | 3                  |
| États-Unis (Cash Box)                  | 1                  |
| Suisse                                 | 4                  |
| Norvège                                | 8                  |
| Nouvelle-Zélande                       | 24                 |
| Pays-Bas (Top 40)                      | 19                 |
| Royaume-Uni (UK Official Charts)       | 2                  |

| Classement annuel (1977)        | Position |
| ------------------------------- | -------- |
| Canada (RPM year-end)           | 11       |
| États-Unis (Billboard Year-end) | 18       |
| États-Unis (Cash Box Year-end)  | 81       |
| Royaume-Uni (UK Music Charts)   | 39       |

### Certifications
Sir Duke est disque d'or au Royaume-Uni.

## Reprises
En 1995, Stevie Wonder enregistre une nouvelle version pour son album live Natural Wonder.
On compte plus de 70 reprises du morceau, dont :
- Lou Rawls l'intègre dans son Tribute Medley présent sur son album Live sorti en 1978[31].
- Le bassiste Nathan East reprend la chanson sur son album Nathan East en 2014[32].

### Versions instrumentales
Plusieurs groupes et orchestres ont réinterprété Sir Duke, notamment Franck Pourcel (1977), Michel Legrand (1978), Stanley Turrentine (1987), ou encore Avishai Cohen (2019).

### Adaptations en langue étrangère
| Année | Langue       | Titre                                | Adaptation               | Interprète(s) |
| ----- | ------------ | ------------------------------------ | ------------------------ | --- |
| 1978  | Tchèque      | Tentokrát se budu smát já            | Vladimír Poštulka        | Helena Vondráčková |
| 1977  | Français     | La musique (c'est le monde des fous) | Claude Lemesle           | Joe Dassin |
| 1977  | Danois       | Det vibrerer ned i tæerne            | Bente Frithioff Nørgaard | Peter Belli, Daimi |
| 2013  | Nééerlandais | Voor je het weet is het alweer over  | Frank Houtappels         | Loes Luca, Pierre Bokma, Georgina Verbaan, Marc-Marie Huijbregts, Bianca Krijgsman, Jenny Arean, Ton Kas, Laus Steenbeeke en Lineke Rijxman |
| 1978  | Finnois      | Kunnon jatsi                         | Jussi Tuominen           | Pentti Oskari Kankaan 7 seinähullua veljestä                                                                                                |
| 1977  | Allemand     | Die Musik läßt uns leben             | Peter Schaper            | Wencke Myhre |
| 1992  | Espagnol     | Sir Duke                             | Manolo Mené              | Mocedades |
| 1977  | Suédois      | Låt musiken få liv                   | Monica Forsberg          | Monica Forsberg |

### Sampling
- En 1988, DJ Jazzy Jeff & the Fresh Prince utilise la séquence d'introduction de Sir Duke comme trame de fond pour leur titre Let's Get Busy Baby
- En 2016, Firebeatz & Faraq intègret quelques paroles issues de Sir Duke dans leur morceau de même titre[35].

## Utilisation dans les médias
- 1978 : James at 15 (en) (saison 1, épisode 17)[36]
- 2005 : À La Maison Blanche (saison 6, épisode 20)[37]
- 2017 : The Mayor (saison 1, épisode 2)[38]